# Scopula mensurata
Scopula mensurata är en fjärilsart som beskrevs av Walker 1866. Scopula mensurata ingår i släktet Scopula och familjen mätare. Inga underarter finns listade.